# Стариця (Астраханська область)
Стариця (рос. Старица) — село у Чорноярському районі Астраханської області Російської Федерації.
Населення становить 2034 особи (2015). Входить до складу муніципального утворення Чорноярська сільрада.

## Історія
Населений пункт розташований на території українського етнічного та культурного краю Жовтий Клин. Від 1928 року належить до Чорноярського району.
Згідно із законом від 6 серпня 2004 року органом місцевого самоврядування до 1 вересня 2016 року була Старицька сільрада. Відтак, після його ліквідації, стало підпорядковуватися Чорноярській сільраді.

## Населення
| 2002 | 2010  | 2014  | 2015  |
| ---- | ----- | ----- | ----- |
| 2325 | ↘2133 | ↘2066 | ↘2034 |